# サマセット・ペイトリオッツ
サマセット・ペイトリオッツ（Somerset Patriots）は、はアメリカ合衆国ニュージャージー州ブリッジウォーターを本拠地に活動しているマイナーリーグの野球チーム。
MLBのニューヨーク・ヤンキース傘下AA級の球団で、イースタンリーグに所属している。2020年までは独立リーグのアトランティックリーグに所属していた。

## 歴史
1997年創設され、1998年のアトランティックリーグ開幕時から同リーグに加盟している。
1998年は、TDバンク・ボールパーク（1998年 - ）が建設中だったため、ロードチームとしてシーズンを過ごした。1999年から、同球場をホーム球場としている。
2001年、2003年、2005年、2008年、2009年、2015年と6度のリーグ優勝を経験している強豪チームである。
2016年にリーグ再編のため、フリーダム・ディビジョンからリバティ・ディビジョンへ変更となった。
2020年11月、翌2021年シーズンからニューヨーク・ヤンキースの傘下AA級の球団として活動していくことを発表した。

## 過去に所属していた主な選手
- カルロス・プリード (1998 - 1999、元：オリックス・ブルーウェーブ)
- ドウェイン・ヘンリー (1998 - 1999、元：中日ドラゴンズ)
- ルイス・ロペス (1999 - 2000、2003 - 2004、元：広島、ダイエー)
- ティム・レインズ (2000、元：モントリオール・エクスポスなど。アメリカ野球殿堂入り)
- エリック・アンソニー (2000、元：ヤクルトスワローズ)
- グレッグ・ブロッサー (2001、2003、元：西武ライオンズ)
- デジ・ウィルソン (2002、元：阪神タイガース)
- メルビン・ニエベス (2003、元：福岡ダイエーホークス)
- トッド・ベッツ (2005、元：ヤクルトスワローズ)
- トニー・マウンス (2006、元：ヤクルトスワローズ)
- マイク・ジョンソン (2006、元：大阪近鉄バファローズ)
- ラリー・バーンズ (2006、元：大阪近鉄バファローズ)
- ヘクター・アルモンテ (2006 - 2007、元：読売ジャイアンツ)
- アラン・ジンター (2007、元：西武ライオンズ)
- ブランドン・ナイト (2007 - 2008、元：ダイエー、日本ハム)
- トム・マストニー　(2010、元：横浜ベイスターズ)
- クリス・オクスプリング (2011、元：阪神タイガース)
- ジャスティン・ヒューバー (2011、元：広島東洋カープ)
- ブライアン・スウィーニー (2011、元：北海道日本ハムファイターズ)
- セドリック・バワーズ (2013、元：横浜ベイスターズ)
- ベン・コズロースキー (2013 、元：広島東洋カープ)
- ブライアン・バーデン (2014 、元：広島東洋カープ)
- ブライアン・ラヘア (2016 - 2017、元：福岡ソフトバンクホークス)
- マイク・ブロードウェイ (2019、元：横浜DeNAベイスターズ)